# Station Saint-Aubin-sur-Mer
Station Saint-Aubin-sur-Mer is een spoorwegstation in de Franse gemeente Saint-Aubin-sur-Mer. Het station is gesloten.